# Raleigh (Schiff, 1924)
| USS Raleigh             | USS Raleigh |
| ----------------------- | --- |
| USS Raleigh (CL-7) 1944 | |
| Dienstzeit              | |
| Geordert:               | 29. August 1916 |
| Bauwerft:               | Fore River Shipyard (Bethlehem Shipbuilding) |
| Kiellegung:             | 16. August 1920 |
| Stapellauf:             | 25. Oktober 1922 |
| Indienststellung:       | 6. Februar 1924 |
| Außerdienststellung:    | 2. November 1945 |
| Schicksal:              | 1946 verschrottet |
| Technische Daten        | |
| Schiffstyp:             | Leichter Kreuzer |
| Verdrängung:            | 7050 ts |
| Länge:                  | 167,8 Meter |
| Breite:                 | 16,9 Meter |
| Tiefgang:               | 6,1 Meter |
| Antrieb:                | Dampfturbinen 90.000 WPS auf 4 Schrauben |
| Geschwindigkeit:        | 34 Knoten |
| Besatzung:              | 458 |
| Bewaffnung:             | 12 × 6-Zoll-(152-mm)-Geschütz (2*2 + 8*1) 4 × 3-Zoll-(76,2-mm)-Flak 6 × 533-mm-Torpedorohr (2*3) Nach Umbau: 10 × 6-Zoll-(152-mm)-Geschütz (2*2 + 6*1) 8 × 3-Zoll-(76,2-mm)-Flak 6 × 533-mm-Torpedorohre (2*3) |
| Bordflugzeuge:          | 2 |

Die USS Raleigh (CL-7) war ein Leichter Kreuzer der Omaha-Klasse der United States Navy. Es war das dritte nach der Stadt Raleigh in North Carolina benannte Schiff der US-Marine und einer der ältesten US-amerikanischen Kreuzer, die im Zweiten Weltkrieg eingesetzt wurden.

## 1924–1941

Die Raleigh auf diplomatischem Besuch in Stockholm, Juli 1929

Gebaut auf dem Fore River Shipyard der Bethlehem Shipbuilding Co., wurde das Schiff 1924 auf dem Boston Naval Shipyard in Dienst gestellt und bis 1933 im Nordatlantik und in der Karibik eingesetzt, unterbrochen von mehreren Besuchen in Europa und kurzen Abstechern in den Pazifik. Ab dem 15. August 1933 war sie Teil der Pazifikflotte und operierte die folgenden drei Jahre hauptsächlich an der amerikanischen Westküste, bis sie im Juni 1936 zu einer grundlegenden Überholung den Norfolk Naval Shipyard anlief. Dort wurden in einem dreimonatigen Umbau die Flak verstärkt und zwei der 6-Zoll-Einzelgeschütze achtern entfernt. Aufgrund einer Fehlplanung beim Entwurf der Omaha-Klasse hatten sich diese in den unteren Kasematten liegenden Geschütze als unbrauchbar erwiesen, da sie bereits bei geringem Seegang vom aufspritzenden Wasser zu nass wurden. Nach dem Abschluss der Überholung lief die Raleigh im September 1936 nach Gibraltar und bildete dort zusammen mit den Zerstörern Kane und Hatfield sowie dem US Coast Guard Cutter Cayuga ein Sondergeschwader für die Evakuierung und den Schutz amerikanischer Bürger im Spanischen Bürgerkrieg. Bis zu ihrer Ablösung durch die Omaha im April 1938 evakuierte das Geschwader mehrere hundert Amerikaner und Bürger anderer Staaten aus dem Bürgerkriegsgebiet.

## Zweiter Weltkrieg
Nach ihrer Rückkehr aus Europa kam die Raleigh wieder zur Pazifikflotte und wurde dort das Flaggschiff der 1. Zerstörerflottille. Im Oktober 1940 wurde sie mit dem Rest der Pazifikflotte demonstrativ aus der Heimatbasis San Diego nach Pearl Harbor auf Hawaii verlegt, um angesichts der steigenden Spannungen in Südostasien Druck auf Japan auszuüben.
Zum Zeitpunkt des japanischen Angriffs auf Pearl Harbor am Morgen des 7. Dezember 1941 lag der Kreuzer zusammen mit seinem Schwesterschiff Detroit und dem zum Schulschiff für die Flugabwehr umgebauten ehemaligen Schlachtschiff Utah an der Nordwestseite von Ford Island am Liegeplatz F-12. Um 8 Uhr morgens flogen 16 Torpedobomber vom Typ Nakajima B5N Kate der ersten Angriffswelle die Liegeplätze an der Nordwestseite der Insel an. Gemäß ihren Anweisungen, nur Schlachtschiffe und Flugzeugträger anzugreifen, drehten die meisten Maschinen ab und suchten sich neue Ziele, einige führten jedoch ihren Torpedoangriff auf diese drei Schiffe durch und erzielten einen Treffer auf der Raleigh und zwei auf der Utah, welche innerhalb von 10 Minuten kenterte. Der Torpedotreffer auf der Raleigh traf das Schiff an der Backbordseite in Kesselraum 2; er verursachte schwere Wassereinbrüche, die auch Kesselraum 1 fluteten. Trotz sofortigen Gegenflutens bekam das Schiff starke Schlagseite und drohte zu kentern. Um es leichter zu machen, warfen die nicht an den Geschützen stehenden Besatzungsmitglieder erst alles über Bord, was nicht niet- und nagelfest war, wie die Anker, Rettungsboote und Flöße. Die beiden Bordflugzeuge wurden zu Wasser gelassen und fuhren nach Ford Island, die Torpedos wurden über Bord geworfen, nachdem man die Sprengköpfe entfernt hatte. Danach begann man, stärker verankerte Gegenstände zu entfernen: beide Torpedorohrsätze, beide Flugzeugkatapulte und der Schiffskran gingen über Bord. Ein mit zwei Pontons beladener Leichter machte an der Backbordseite fest und wurde mit Stahlseilen vertäut, um ein weiteres Absinken zu verhindern. Während der zweiten Angriffswelle wurde der Kreuzer von Horizontalbombern angegriffen, wobei er einen Bombentreffer erhielt. Die für das Durchschlagen von schweren Schlachtschiffpanzerungen konzipierte und dementsprechend mit einem Verzögerungszünder ausgerüstete Bombe traf den nur leicht gepanzerten Kreuzer in schrägem Winkel und durchschlug das Schiff vollständig, um dann neben ihm im Hafenboden zu detonieren. Die dadurch entstandenen Schäden waren jedoch vergleichsweise gering und nach dem Ende des Angriffs gelang es, in den nicht überfluteten Maschinenräumen genügend Strom zu erzeugen, um die Pumpen in Gang zu setzen und das Schiff zu stabilisieren. Während des Angriffs gab es auf der Raleigh mehrere Verwundete, jedoch keine Toten.

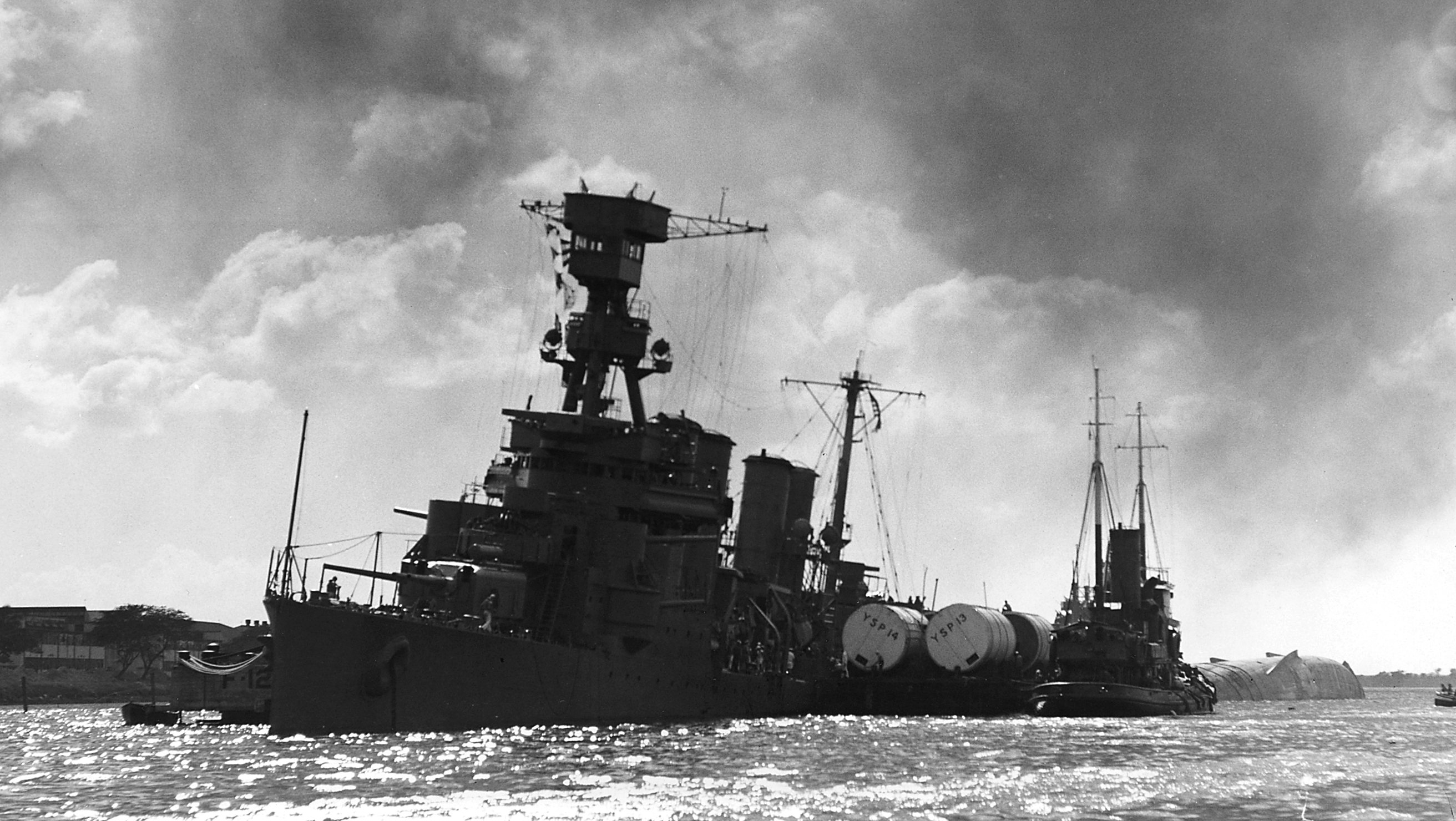
Die beschädigte Raleigh am Tag nach dem Angriff auf Pearl Harbor. Im Hintergrund ist der Rumpf der gekenterten Utah zu sehen.

Am nächsten Tag kam der Zerstörertender Whitney längsseits, um bei den notdürftigen Reparaturen zu helfen, bis das Schiff am 22. Dezember endlich in ein Dock geschleppt werden konnte. Im Februar 1942 lief die reparierte Raleigh dann nach San Francisco, wo sie einer bis zum Juli dauernden Grundüberholung unterzogen wurde. Danach folgten Geleitschutzeinsätze zwischen San Francisco, Hawaii, Samoa und Fidschi, bis die Raleigh im November 1942 auf den Kriegsschauplatz bei den Aleuten verlegt wurde.
Während der Schlacht um die Aleuten diente der Kreuzer als Geleitschutz oder führte Patrouilleneinsätze durch, um die japanischen Einheiten auf den Inseln Attu und Kiska vom Nachschub abzuschneiden. Sie nahm auch an der Rückeroberung von Kiska im August 1943 teil. Auch nach dem Ende der Kämpfe in den Aleuten blieb sie dort stationiert und war am 4. Februar 1944 am Beschuss japanischer Einrichtungen auf der Insel Paramushiru in den nördlichen Kurilen beteiligt. Im Juni gehörte die Raleigh zum Kampfverband, der bei einer ähnlichen Operation die Insel Matua in den zentralen Kurilen beschoss, sie selbst hatte jedoch auf dem Anmarsch einen schweren Maschinenschaden, welcher den Kreuzer zur vorzeitigen Rückkehr zwang. Nach einer Reparatur im Puget Sound Naval Shipyard wurde der Kreuzer an die Ostküste der USA verlegt und dort ausschließlich für Ausbildungszwecke eingesetzt. Für ihre Einsätze im Zweiten Weltkrieg erhielt die Raleigh zwei Battle Stars als Auszeichnung.
Am 2. November 1945 wurde das Schiff außer Dienst gestellt und 1946 verschrottet.